# Ixodes turdus
Ixodes turdus este o specie de căpușe din genul Ixodes, familia Ixodidae, descrisă de Koji Nakatsuji în anul 1942. Conform Catalogue of Life specia Ixodes turdus nu are subspecii cunoscute.